# Трудолюбие
Трудолюбие — черта характера, заключающаяся в положительном отношении личности к процессу трудовой деятельности, любовь к труду, стремление много и усердно работать, трудиться.
Антоним — лень. Согласно словарю русских синонимов сходны по смыслу: усердность, старание, усидчивость, старательность, прилежание, прилежность.

## В общепринятом понимании
В общепринятом понимании трудолюбие — готовность отдавать своё время, свои силы и энергию для производства общественно-полезного продукта. Способность заниматься трудом и работой с удовольствием, длительное время (в разумных пределах, естественно), не отвлекаясь иногда даже и на нужды.
Трудолюбие считается добродетелью как с эгоистической, так и этической точки зрения. С эгоистической точки зрения оно расценивается как залог жизненного успеха, а с этической — как морально необходимый вклад в благосостояние социума.
С эгоистической точки зрения трудолюбие — это не качество, а отношение к ситуации, при котором человек попросту хорошо мотивирован трудиться.
Считается, что для воспитания трудолюбия необходимо, чтобы человек видел и понимал смысл и результаты своего труда.

## В христианском понимании
В христианском понимании трудолюбие проповедуется как христианская добродетель, желание трудиться без лени, во славу Богa, и на благо людей, народа или страны

Нерадивый в работе своей — брат расточителю.
— Прит. 18:10
С точки зрения христианства, трудолюбие — неотъемлемая часть жизни христианина, искореняющее лень, которая порождает другие пороки, и пагубные деяния. Трудолюбие необходимо христианину также в отношение помощи, не только себе, но и другим людям, так как одной из главных заповедей является «Возлюби ближнего как себя самого»; поэтому христианство требует от верующих жертвенной жизни, то есть трудолюбия как альтруистической добродетели.

Возлюби труд: он, в соединении с постом, молитвой и бдением, освободит тебя от всех скверн. Телесный труд доставляет сердцу чистоту; чистота сердца служит причиной того, что душа приносит плод.— Преподобный Антоний Великий 82, 31

Любящий Господа Иисуса Христа предаётся трудам подвижническим, постоянно прогоняя леность.— Абба Фалассий
Христианская концепция трудолюбия обращает внимание на добровольность труда; труд поневоле, отвращение от труда и праздность — всё это требует исправления и улучшения через молитву и самоотвержение.

## В психологии
В рамках психосоциальной концепции Эриксона Эрика Хомбургера выделяется конкретный возраст — 6-12 лет. Этот возраст считается критической точкой формирования трудолюбия как стержневого качества личности. 
Именно правильно построенные усилия родителей и педагогов в логике партнёрского взаимодействия с ребёнком приводят к позитивному разрешению кризиса психосоциального развития, в результате которого формируется трудолюбие как стержневая черта личности. По словам Э. Эриксона, вклад этой стадии в личностную идентичность может быть выражен словами «я есть то, что я могу научиться делать». Метафора очень явно пересекается в содержательном плане с понятием вложенного труда.

## Трудолюбие против трудоголизма
Трудолюбие, помимо желания работать, также предполагает умение работать, в том числе, умение организовать свою трудовую деятельность и, как следствие, получение стабильно высокой продуктивности и эффективности выполняемой работы. Напротив, трудоголику как правило не важно, насколько его работа эффективна — для трудоголика важно, чтобы работы было как можно больше.
Также, по-настоящему трудолюбивому человеку работа всегда желанна, но не является единственным главным аспектом жизни. Для трудоголика же работа — единственная жизненная ценность.